# ロデンゴ＝サイアーノ
ロデンゴ＝サイアーノ（伊: Rodengo-Saiano）は、イタリア共和国ロンバルディア州ブレシア県にある、人口約9,700人の基礎自治体（コムーネ）。

## 地理

### 位置・広がり

#### 隣接コムーネ
隣接するコムーネは以下の通り。
- カステニャート
- グッサーゴ
- モンティチェッリ・ブルザーティ
- オーメ
- パデルノ・フランチャコルタ
- パッシラーノ

### 地震分類
イタリアの地震リスク階級 (it) では、3 に分類される
。

## 行政

### 分離集落
ロデンゴ＝サイアーノには、以下の分離集落（フラツィオーネ）がある。
- Saiano, Bettola, Bettolino, Delma, Moie, Padergnone, Ponte Cingoli

## 姉妹都市
- キュルテン、ドイツ